# Johannes Prause
Johannes Prause (n. secolul al XVIII-lea, Silezia, Germania – d. 1 octombrie 1800, Brașov, Monarhia Habsburgică) a fost un constructor silezian de orgi stabilit la Brașov. Cea mai mare orgă construită de Prause este cea a Bisericii Evanghelice din Bistrița, din anul 1794.